# 于海 (武術家)
于海（1942年7月18日—2023年1月16日），山東烟台人，中國武術家、演員，七星螳螂拳傳人，師從林景山。因1982年电影《少林寺》飾演曇宗大師而出名。

## 生平

### 武術生涯
出生于山东烟台。1954年，年僅12歲的他拜七星螳螂拳傳人林景山为师。1958年被山东省体育运动技术学院招收，成為武术运动员。曾多次代表山東省武術隊參加各類比賽。在1960年代時隨團出訪多國。1966年至1986年間，擔任山东省武术队队长、总教练。1987年任山东省体育运动技术学院高级教练顾问。2001年在山東威海成立「于氏武術文化交流中心」。

### 演藝生涯
1982年，于海在張鑫炎執導、李连杰主演的電影《少林寺》中飾演曇宗大師，同時擔任該片的動作指導，因此出名。之後他亦在《少林小子》、《南北少林》、《太極張三丰》等多部影視作品與李连杰合作過；在《功夫小子闯情关》、《太极宗师》、《新少林寺》等影視作品中與吳京合作過。2012年，在電視劇《葉問》中飾演董展鵬。2013年，在基努·李維執導的電影《太极侠》中饰演杨师傅。2015年，參演電視劇《地雷戰》。
于海曾經表示：「我不是演艺圈里的人，我是从事武术事业的。演戏只是生活中的一小部分，武术才是我的毕生追求。」

### 过世
2023年1月16日去世，享年81岁。

## 家庭
其兒子于涛9岁習武，後來也成為武術運動員。

## 影視作品列表

### 電影
| 上映年分 | 片名                 | 角色     |
| -------- | -------------------- | -------- |
| 1982年   | 《少林寺》           | 曇宗大師 |
| 1984年   | 《少林小子》         | 天龍     |
| 1986年   | 《南北少林》         |          |
| 1988年   | 《黄河大侠》         |          |
| 1989年   | 《长城大决战》       | 楊館長   |
| 1990年   | 《通天長老》         | 通天长老 |
| 1991年   | 《东瀛游侠》         | 林同善   |
| 1993年   | 《白莲邪神》         | 關天培   |
| 1993年   | 《武状元铁桥三》     |          |
| 1993年   | 《太极张三丰》       | 大师伯   |
| 1996年   | 《功夫小子闯情关》   | 杨崇武   |
| 1997年   | 《龙闯中原》         | 雷同     |
| 2011年   | 《新少林寺》         | 方丈     |
| 2013年   | 《太極俠》           | 杨师傅   |
| 2019年   | 《铁拳雄心》         | 谷成风   |
| 2021年   | 《少林寺之得宝传奇》 | 西门梓   |
| 2022年   | 《張三豐》           | 火龍真人 |

### 電視劇
| 首播年分 | 劇名         | 角色     |
| -------- | ------------ | -------- |
| 1997年   | 《太極宗師》 | 陈正英   |
| 1999年   | 《新少林寺》 | 曇宗大師 |
| 2001年   | 《莲花太子》 | 戚大成   |
| 2002年   | 《少林武王》 | 善通     |
| 2007年   | 《虎踞龙盘》 | 拐五爷   |
| 2013年   | 《葉問》     | 董展鹏   |
| 2015年   | 《地雷戰》   | 隋风扬   |

## 獲獎及提名
| 年份   | 獎項                | 類別         | 作品名     | 結果 | 來源   |
| ------ | ------------------- | ------------ | ---------- | ---- | ------ |
| 1983年 | 第2屆香港電影金像獎 | 最佳武術指導 | 《少林寺》 | 提名 | [ 13 ] |

## 外部連結
- 于海在豆瓣上的资料（简体中文）
- 于海在互联网电影资料库（IMDb）上的資料（英文）
- YouTube上的《流行无限》 20160828 螳螂拳传人于海